# VOŠ a SPŠ, Jičín
Vyšší odborná škola a Střední průmyslová škola Jičín je veřejná vyšší odborná a střední škola s nabídkou tříletého studijního oboru zakončeného titulem DiS, čtyřletých studijních oborů s maturitou, tříletých učebních oborů pro získání výučního listu.
Vzdělávací nabídka zahrnuje rekvalifikační kurzy pro nezaměstnané a uchazeče o zaměstnání, další vzdělávání pedagogických pracovníků a veřejnosti v oblasti ICT, CNC obráběcích strojů a elektrotechniky.

## Historie
Škola byla založena v roce 1871 pod názvem Řemeslnická škola pokračovací. Sídlila na Komenského náměstí v dnešní budově strojního oddělení. O její vznik se zasloužil Václava Fejfar, dědeček Václava Čtvrtka. V roce 1940 byla otevřena nová budova v ulici Pod Koželuhy, kterou navrhl architekt Čeněk Musil.

## Oddělení
Škola má dvě oddělení, přičemž každé se nachází v jiné budově. Oddělení elektro se nachází v ulici Pod Koželuhy a strojní sídlí na náměstí Komenského.

## Domov mládeže a školní jídelna

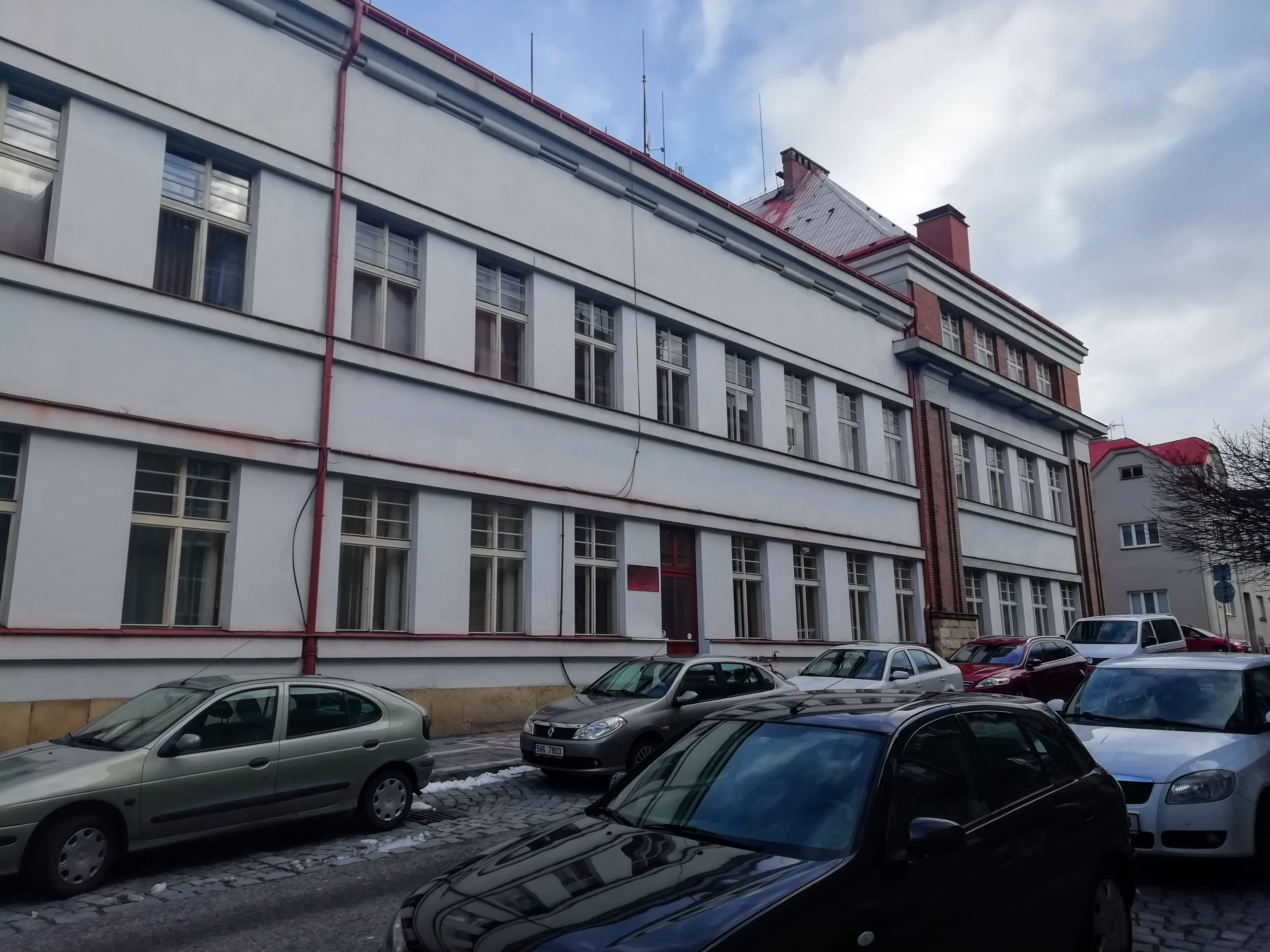
Domov mládeže a jídelna SPŠ Jičín

Školní jídelna s domovem mládeže se nachází v ulici Denisova, na křižovatce ulic Denisova a Českých bratří.
Ve školní jídelně se mohou stravovat nejen studenti a zaměstnanci SPŠ. Jídelna zajišťuje stravování i pro Masarykovu obchodní akademii a cizí strávníky.